# Нововязники
Нововя́зники — упразднённый посёлок городского типа в составе городского поселения Вязники Вязниковского района Владимирской области России. В 2004 году включен в состав города и исключен из учётных данных.

## География
Расположен в 8 км на юг от Вязников. Железнодорожная станция Вязники (на линии Ковров — Нижний Новгород).

## История
Основан в 1862 году как железнодорожная станция на Московско-Нижегородской железной дороге. С 1934 по 2004 год — посёлок городского типа Вязниковского района Владимирской области.

## Население
| 1939 | 1959  | 1970  | 1979  | 1989  | 2002  |
| ---- | ----- | ----- | ----- | ----- | ----- |
| 8143 | ↗9921 | ↘8351 | ↘8225 | ↗8550 | ↘5742 |

## Экономика
- ОАО «Вязниковская текстильно-галантерейная фабрика» (быв. Льнопрядильно-ткацкая фабрика им. Розы Люксембург (основана в 1908 году);
- ОАО «Нововязниковское РТП» (ремонт сельскохозяйственной техники).
- Фабрика Nestlé по производству продукции Maggi